# Az Egyesült Nemzetek Szervezete Gyámsági Tanácsa

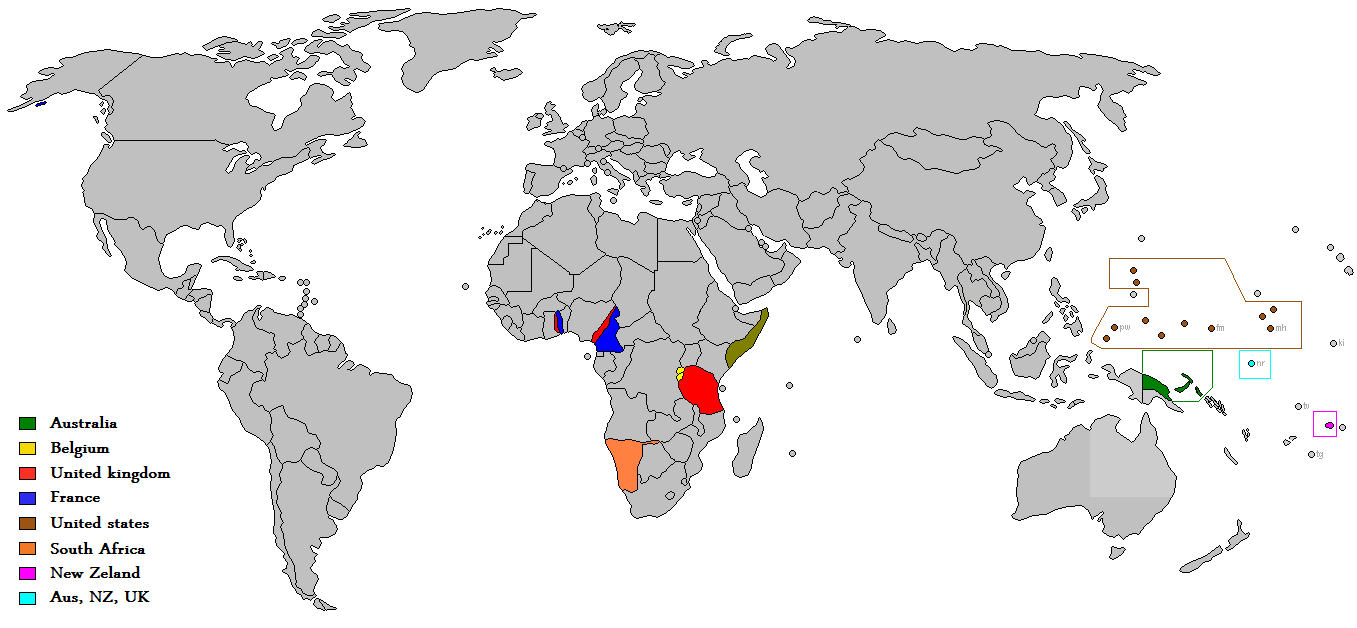
A gyámság alatt álló területek 1945-ben

Az Egyesült Nemzetek Szervezete Gyámsági Tanácsa az ENSZ egyik főszerve, amelyet az ENSZ Alapokmánya hozott létre 1945-ben a gyámsági rendszer ellenőrzésére. A gyámság alatt álló területek mindegyike független állammá vagy más állam szerves részévé vált. 1994. november 1-jén az utolsó ilyen terület, Palau függetlenné válása után befejezte működését, de hivatalosan még mindig létezik.

## Története
A Gyámsági Tanácsot 1945-ben hozták létre a Nemzetek Szövetségének (vagy gyakran: Népszövetség) mandátumrendszere helyébe lépő gyámsági rendszer felügyeletére. A gyámsági területek a korábbi mandátumrendszer területeiből és a második világháborúban vesztes országok elcsatolt területeiből tevődtek össze, összesen 11 terület 7 tagállam gyámsága alatt. Ebből 7 Afrikában, 4 Óceániában volt, a korábbi mandátumterületekből Namíbia és Palesztina nem kerültek be közéjük. Az ezeket igazgató államok gyámsági szerződést kötöttek az ENSZ-szel, az ebben vállalt kötelezettségek teljesítését felügyelte a Gyámsági Tanács. Tagsága az ENSZ BT öt állandó tagjából, a gyámsági területeket igazgató minden államból és a Közgyűlés által három évre választott ugyanennyi igazgatást el nem látó államból állt.
A Gyámsági Tanács fő céljai voltak a gyámsági területek fejlődésének elősegítése és az önkormányzás vagy függetlenség fokozatos biztosítása, így fontos szerepet töltött be a dekolonizációban. Az Alapokmány alapján feladata megvizsgálni és megvitatni az Igazgatási Hatóságtól érkező jelentéseket a gyámsági területek lakosságának politikai, gazdasági, szociális és oktatási előrehaladásáról; megvizsgálni a területekről érkező petíciókat; és speciális missziókat küldeni ezekre a területekre. A szervezet évente egyszer ült össze, minden tagnak egy szavazata volt és döntéseit egyszerű többséggel hozta meg.
Utolsóként a Csendes-óceáni-szigetek Gyámsági Terület részét képező Palau vált függetlenné 1994. október 1-jén, így már csak az Amerikai Egyesült Államok igazgatása alatt maradt néhány korábbi csendes-óceáni mandátumterület, így a Marianna- és a Marshall-szigetek, amelyeket azonban hadászati fontosságúnak minősítettek, így róluk a Biztonsági Tanácsnak kell beszámolni. A szervezet 1994. május 25-én elfogadta, hogy rendszeres ülések helyett csak akkor üljön össze, ha a helyzet úgy kívánja, a tagok többsége, a Közgyűlés vagy a Biztonsági Tanács kérésére, a testület vagy az elnök döntése alapján. 1994. november 1-jén felfüggesztette működését. 2005 márciusában Kofi Annan ENSZ-főtitkár javaslatot tett az intézményrendszer reformjára, amelynek részeként javasolta a Gyámsági Tanács megszüntetését is.